# تالی گلرگانت
تالی گلرگانت (به انگلیسی: Tali Golergant) (زاده ۲۶ نوامبر ۲۰۰۰) خواننده، ترانه‌سرا و بازیگر لوکزامبورگی متولد اسرائیل است.
او نماینده لوکزامبورگ در یوروویژن ۲۰۲۴ بود.